# 69-й меридіан західної довготи
69-й меридіан західної довготи — лінія довготи, що лежить на 69 градусів західніше Гринвіцького меридіана. Вона проходить від Північного полюса через Північний Льодовитий океан, Північну Америку, Атлантичний океан, Південну Америку, Тихий океан, Південний океан та Антарктиду до Південного полюса.
69-й меридіан західної довготи формує велике коло разом із 111-тим меридіаном східної довготи.

## Список географічних об'єктів, що перетинає 69° зх. д.
Починаючи на Північному полюсі та рухаючись до Південного полюса, 69-й меридіан західної довготи проходить через:
| Координати                                                 | Країна, територія або море | Примітки                                                                         |
| ---------------------------------------------------------- | -------------------------- | -------------------------------------------------------------------------------- |
| 90°0′ пн. ш. 69°0′ зх. д. / 90.000° пн. ш. 69.000° зх. д.  | Північний Льодовитий океан |                                                                                  |
| 83°6′ пн. ш. 69°0′ зх. д. / 83.100° пн. ш. 69.000° зх. д.  | Море Лінкольна             |                                                                                  |
| 82°59′ пн. ш. 69°0′ зх. д. / 82.983° пн. ш. 69.000° зх. д. | Канада                     | Нунавут — проходить через острів Елсмір                                          |
| 80°34′ пн. ш. 69°0′ зх. д. / 80.567° пн. ш. 69.000° зх. д. | Протока Нерса              |                                                                                  |
| 78°58′ пн. ш. 69°0′ зх. д. / 78.967° пн. ш. 69.000° зх. д. | Гренландія                 | Проходить через Землю Інглфілда[en]                                              |
| 76°16′ пн. ш. 69°0′ зх. д. / 76.267° пн. ш. 69.000° зх. д. | Море Баффіна               |                                                                                  |
| 70°42′ пн. ш. 69°0′ зх. д. / 70.700° пн. ш. 69.000° зх. д. | Канада                     | Нунавут — проходить через Баффінову Землю                                        |
| 62°23′ пн. ш. 69°0′ зх. д. / 62.383° пн. ш. 69.000° зх. д. | Гудзонова протока          |                                                                                  |
| 60°45′ пн. ш. 69°0′ зх. д. / 60.750° пн. ш. 69.000° зх. д. | Затока Унгава              |                                                                                  |
| 59°1′ пн. ш. 69°0′ зх. д. / 59.017° пн. ш. 69.000° зх. д.  | Канада                     | Нунавут — проходить через острів Тірсель                                         |
| 58°58′ пн. ш. 69°0′ зх. д. / 58.967° пн. ш. 69.000° зх. д. | Затока Унгава              |                                                                                  |
| 58°54′ пн. ш. 69°0′ зх. д. / 58.900° пн. ш. 69.000° зх. д. | Канада                     | Квебек                                                                           |
| 48°47′ пн. ш. 69°0′ зх. д. / 48.783° пн. ш. 69.000° зх. д. | Річка Святого Лаврентія    |                                                                                  |
| 48°16′ пн. ш. 69°0′ зх. д. / 48.267° пн. ш. 69.000° зх. д. | Канада                     | Квебек Нью-Брансвік                                                              |
| 47°14′ пн. ш. 69°0′ зх. д. / 47.233° пн. ш. 69.000° зх. д. | США                        | Мен                                                                              |
| 44°18′ пн. ш. 69°0′ зх. д. / 44.300° пн. ш. 69.000° зх. д. | Атлантичний океан          |                                                                                  |
| 19°1′ пн. ш. 69°0′ зх. д. / 19.017° пн. ш. 69.000° зх. д.  | Домініканська Республіка   | Проходить через острови Гаїті та Каталіна                                        |
| 18°20′ пн. ш. 69°0′ зх. д. / 18.333° пн. ш. 69.000° зх. д. | Карибське море             |                                                                                  |
| 12°13′ пн. ш. 69°0′ зх. д. / 12.217° пн. ш. 69.000° зх. д. | Кюрасао                    | Проходить через острів Кюрасао                                                   |
| 12°8′ пн. ш. 69°0′ зх. д. / 12.133° пн. ш. 69.000° зх. д.  | Карибське море             |                                                                                  |
| 11°26′ пн. ш. 69°0′ зх. д. / 11.433° пн. ш. 69.000° зх. д. | Венесуела                  |                                                                                  |
| 6°12′ пн. ш. 69°0′ зх. д. / 6.200° пн. ш. 69.000° зх. д.   | Колумбія                   |                                                                                  |
| 1°43′ пн. ш. 69°0′ зх. д. / 1.717° пн. ш. 69.000° зх. д.   | Бразилія                   | Амазонас Акрі                                                                    |
| 10°59′ пд. ш. 69°0′ зх. д. / 10.983° пд. ш. 69.000° зх. д. | Болівія                    |                                                                                  |
| 11°52′ пд. ш. 69°0′ зх. д. / 11.867° пд. ш. 69.000° зх. д. | Перу                       |                                                                                  |
| 13°36′ пд. ш. 69°0′ зх. д. / 13.600° пд. ш. 69.000° зх. д. | Болівія                    | Приблизно на 17 км                                                               |
| 13°45′ пд. ш. 69°0′ зх. д. / 13.750° пд. ш. 69.000° зх. д. | Перу                       |                                                                                  |
| 14°24′ пд. ш. 69°0′ зх. д. / 14.400° пд. ш. 69.000° зх. д. | Болівія                    | Проходить через озеро Тітікака                                                   |
| 16°12′ пд. ш. 69°0′ зх. д. / 16.200° пд. ш. 69.000° зх. д. | Перу                       | Проходить через озеро Тітікака                                                   |
| 16°28′ пд. ш. 69°0′ зх. д. / 16.467° пд. ш. 69.000° зх. д. | Болівія                    | Проходить через озеро Тітікака                                                   |
| 18°38′ пд. ш. 69°0′ зх. д. / 18.633° пд. ш. 69.000° зх. д. | Чилі                       |                                                                                  |
| 27°34′ пд. ш. 69°0′ зх. д. / 27.567° пд. ш. 69.000° зх. д. | Аргентина                  |                                                                                  |
| 50°28′ пд. ш. 69°0′ зх. д. / 50.467° пд. ш. 69.000° зх. д. | Атлантичний океан          |                                                                                  |
| 51°27′ пд. ш. 69°0′ зх. д. / 51.450° пд. ш. 69.000° зх. д. | Аргентина                  |                                                                                  |
| 52°12′ пд. ш. 69°0′ зх. д. / 52.200° пд. ш. 69.000° зх. д. | Чилі                       | Приблизно на 9 км                                                                |
| 52°17′ пд. ш. 69°0′ зх. д. / 52.283° пд. ш. 69.000° зх. д. | Магелланова протока        |                                                                                  |
| 52°39′ пд. ш. 69°0′ зх. д. / 52.650° пд. ш. 69.000° зх. д. | Чилі                       | Проходить через острови Вогняна Земля та Осте                                    |
| 55°20′ пд. ш. 69°0′ зх. д. / 55.333° пд. ш. 69.000° зх. д. | Тихий океан                |                                                                                  |
| 60°0′ пд. ш. 69°0′ зх. д. / 60.000° пд. ш. 69.000° зх. д.  | Південний океан            |                                                                                  |
| 67°23′ пд. ш. 69°0′ зх. д. / 67.383° пд. ш. 69.000° зх. д. | Антарктида                 | Проходить через острів Аделаїди — претендують Аргентина, Чилі та Велика Британія |
| 67°43′ пд. ш. 69°0′ зх. д. / 67.717° пд. ш. 69.000° зх. д. | Південний океан            | Затока Маргарити[en]                                                             |
| 69°57′ пд. ш. 69°0′ зх. д. / 69.950° пд. ш. 69.000° зх. д. | Антарктида                 | Проходить через територію, на яку претендують Аргентина, Чилі та Велика Британія |